# Târgu Frumos
Târgu Frumos (også stavet Tîrgu Frumos, undertiden Târgul / Tîrgul Frumos, rumænsk udtale:ˌ[tɨrɡu fruˈmos]) er en by i distriktet Iași, Vestmoldavien, Rumænien. Elleve landsbyer blev administreret af byen indtil 2004, hvor de blev udskilt og dannede Balș, Costești og Ion Neculce kommuner.
Byen har 9.597 (2021) indbyggere.

## Historie
Under Anden Verdenskrig var dette område i marts og maj 1944 skueplads for to slag , som var en del af Første Jassy-Kishinev-offensiv.
Ifølge folketællingen i 1930 boede der 1.608 jøder i Târgu Frumos. I efteråret 1940 blev alle jødiske mænd mellem 18 og 50 år underkastet tvangsarbejde. Mange blev sendt til arbejdslejren Tudoreni-Rechita, der lå i distriktet Botoșani, mens andre blev deporteret til Transnistrien. Târgu Frumos var også et 24-timers stop for "dødstoget" på vej til Călărași-lejren. Den 1. juli 1941, da toget ankom til Târgu Frumos, blev 654 lig fjernet fra toget og transporteret til den lokale jødiske kirkegård, hvor de blev begravet.

## Galleri
- Banegården
- Garabet Ibrăileanu folkeskole